# Zimming
Zimming est une commune française située dans le département de la Moselle et le bassin de vie de la Moselle-Est, en région Grand Est.

## Géographie
La commune est située dans le département français de la Moselle, non loin de Saint-Avold. Le village est proche de l'autoroute A4 (aussi appelée Autoroute de l'Est) qui relie Paris et Strasbourg en passant par Metz.

### Communes limitrophes
| Narbéfontaine | Obervisse        | Boucheporn                 |
|               | Zimming          | Longeville-lès-Saint-Avold |
| Hallering     | Haute-Vigneulles | Bambiderstroff             |

### Hydrographie

#### Réseau hydrographique
La commune est située dans le bassin versant du Rhin au sein du bassin Rhin-Meuse. Elle est drainée par le ruisseau de Marange et le ruisseau le Friesegraben.

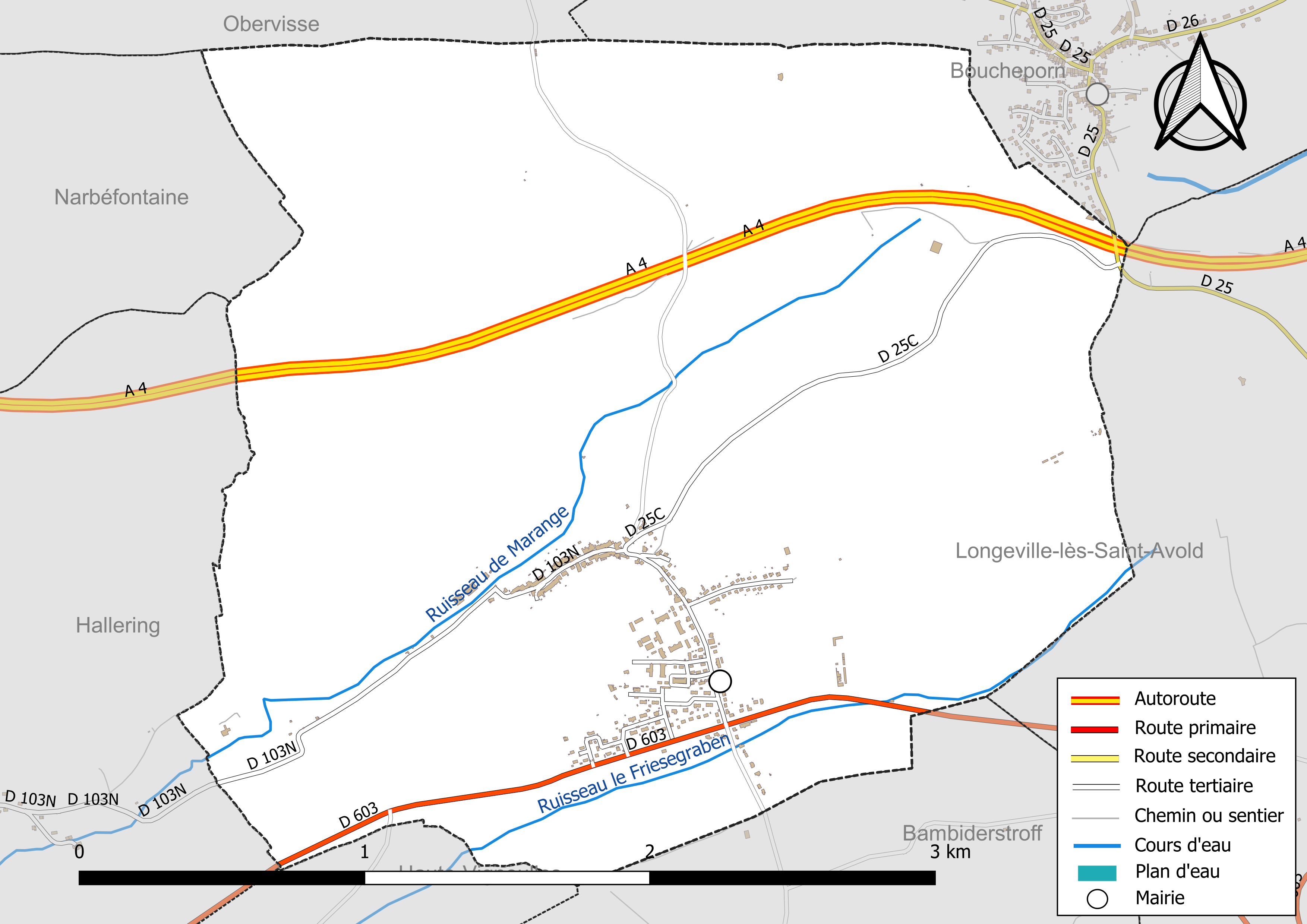
Réseaux hydrographique et routier de Zimming.

#### Gestion et qualité des eaux
Le territoire communal est couvert par le schéma d'aménagement et de gestion des eaux (SAGE) « Bassin Houiller ». Ce document de planification, dont le territoire est approximativement délimité par un triangle formé par les villes de Creutzwald, Faulquemont et Forbach, d'une superficie de 576 km2, a été approuvé le 27 octobre 2017. La structure porteuse de l'élaboration et de la mise en œuvre est la région Grand Est. Il définit sur son territoire les objectifs généraux d’utilisation, de mise en valeur et de protection quantitative et qualitative des ressources en eau superficielle et souterraine, en respect des objectifs de qualité définis dans le SDAGE  du Bassin Rhin-Meuse.

### Climat
Pour des articles plus généraux, voir Climat du Grand Est et Climat de la Moselle.
En 2010, le climat de la commune est de type climat de montagne, selon une étude du Centre national de la recherche scientifique s'appuyant sur une série de données couvrant la période 1971-2000. En 2020, Météo-France publie une typologie des climats de la France métropolitaine dans laquelle la commune est exposée à un climat semi-continental et est dans la région climatique  Lorraine, plateau de Langres, Morvan, caractérisée par un hiver rude (1,5 °C), des vents modérés et des brouillards fréquents en automne et hiver. 
Pour la période 1971-2000, la température annuelle moyenne est de 9,1 °C, avec une amplitude thermique annuelle de 16,9 °C. Le cumul annuel moyen de précipitations est de 960 mm, avec 13,3 jours de précipitations en janvier et 9,8 jours en juillet. Pour la période 1991-2020, la température moyenne annuelle observée sur la station météorologique de Météo-France la plus proche, « Seingbouse », sur la commune de Seingbouse à 18 km à vol d'oiseau, est de 10,5 °C et le cumul annuel moyen de précipitations est de 731,4 mm. 
La température maximale relevée sur cette station est de 37,9 °C, atteinte le 25 juillet 2019 ; la température minimale est de −17 °C, atteinte le 20 décembre 2009,,. 
Les paramètres climatiques de la commune ont été estimés pour le milieu du siècle (2041-2070) selon différents scénarios d'émission de gaz à effet de serre à partir des nouvelles projections climatiques de référence DRIAS-2020. Ils sont consultables sur un site dédié publié par Météo-France en novembre 2022.

## Urbanisme

### Typologie
Au 1er janvier 2024, Zimming est catégorisée commune rurale à habitat dispersé, selon la nouvelle grille communale de densité à sept niveaux définie par l'Insee en 2022.
Elle est située hors unité urbaine et hors attraction des villes,.

### Occupation des sols
L'occupation des sols de la commune, telle qu'elle ressort de la base de données européenne d’occupation biophysique des sols Corine Land Cover (CLC), est marquée par l'importance des territoires agricoles (67,2 % en 2018), en augmentation par rapport à 1990 (66,2 %). La répartition détaillée en 2018 est la suivante : 
terres arables (46 %), forêts (26,6 %), prairies (10,9 %), zones agricoles hétérogènes (10,3 %), zones urbanisées (6,2 %). L'évolution de l’occupation des sols de la commune et de ses infrastructures peut être observée sur les différentes représentations cartographiques du territoire : la carte de Cassini (XVIIIe siècle), la carte d'état-major (1820-1866) et les cartes ou photos aériennes de l'IGN pour la période actuelle (1950 à aujourd'hui).

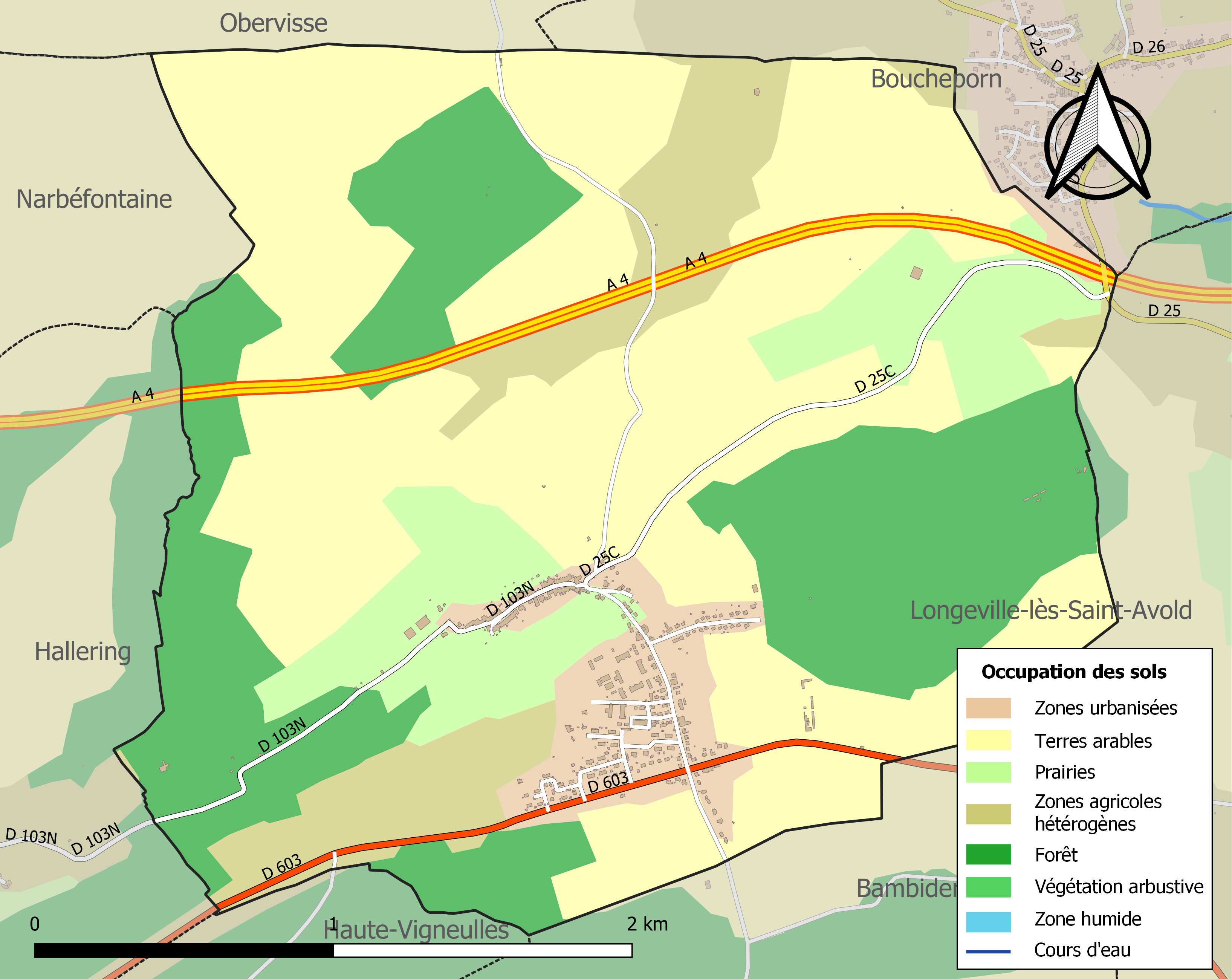
Carte des infrastructures et de l'occupation des sols de la commune en 2018 (CLC).

## Toponymie
Anciennes mentions : Symmenges (1255), Semanges (1476), Semenges (1499), Simingen (1594), Zimmingen (1644), Zenning (carte Cassini), Zimming (1793).
En allemand : Simingen, Zimmingen (1871-1918). En francique lorrain : Zéming.
Durant le XIXe siècle, Zimming était également connu sous l'alias de Zemmingen.
Les noms de famille Zimminger et Simminger désignaient autrefois les habitants du village et sont typiques de la commune.

## Histoire
Les vestiges - pierres et tuiles - d'une voie romaine ont été découverts sur le ban de la commune, menant au village voisin de Boucheporn, centre important de production de céramique sigillée durant l'époque gallo-romaine. Le village dépendait au Moyen Âge de l'ancienne province de Lorraine et était possession de l'abbaye Saint-Martin-des-Glandières à Longeville-lès-Saint-Avold.

### Cultes
Du point de vue spirituel, le village est au Moyen Âge succursale de la vaste paroisse voisine de Boucheporn, de même que Bisten-en-Lorraine et Obervisse. L'état civil ne débute alors qu'en 1792 dans la paroisse-mère. L'église paroissiale, dédiée à la Sainte Trinité, date du XVIIIe siècle et est voûtée.

## Politique et administration

### Liste des maires
| Période | Période  | Identité            | Étiquette | Qualité |
| ------- | -------- | ------------------- | --------- | ------- |
| 1995    | 2001     | Gabriel Drexler     |           |         |
| 2001    | 2008     | Corinne Laurent     |           |         |
| 2008    | 2014     | Jean-François Klotz |           |         |
| 2014    | En cours | Daniel Roth         |           |         |

### Tendances politiques et résultats
Le résultat de l'élection présidentielle de 2012 dans cette commune est le suivant :
| Candidat       | Candidat                    | Premier tour | Premier tour | Second tour | Second tour |
| Candidat       | Candidat                    | Voix         | %            | Voix        | %           |
| -------------- | --------------------------- | ------------ | ------------ | ----------- | ----------- |
|                | Eva Joly (EÉLV)             | 3            | 0,82         |             |             |
|                | Marine Le Pen (FN)          | 135          | 36,99        |             |             |
|                | Nicolas Sarkozy (UMP)       | 90           | 24,66        | 217         | 63,82       |
|                | Jean-Luc Mélenchon (FG)     | 29           | 7,95         |             |             |
|                | Philippe Poutou (NPA)       | 7            | 1,92         |             |             |
|                | Nathalie Arthaud (LO)       | 2            | 0,55         |             |             |
|                | Jacques Cheminade (SP)      | 2            | 0,55         |             |             |
|                | François Bayrou (MoDem)     | 31           | 8,49         |             |             |
|                | Nicolas Dupont-Aignan (DLR) | 6            | 1,64         |             |             |
|                | François Hollande (PS)      | 60           | 16,44        | 123         | 36,18       |
|                |                             |              |              |             |             |
| Inscrits       | Inscrits                    | 452          | 100,00       | 452         | 100,00      |
| Abstentions    | Abstentions                 | 82           | 18,14        | 87          | 19,25       |
| Votants        | Votants                     | 370          | 81,86        | 365         | 80,75       |
| Blancs et nuls | Blancs et nuls              | 5            | 1,35         | 25          | 6,85        |
| Exprimés       | Exprimés                    | 365          | 98,65        | 340         | 93,15       |

Le résultat de l'élection présidentielle de 2017 dans cette commune est le suivant :
| Candidat    | Candidat                    | Premier tour | Premier tour | Deuxième tour | Deuxième tour |  |
| Candidat    | Candidat                    | %            | Voix         | %             | Voix          |  |
| ----------- | --------------------------- | ------------ | ------------ | ------------- | ------------- |  |
|             | Nicolas Dupont-Aignan (DLF) | 11,05        | 40           |               |               |  |
|             | Marine Le Pen (FN)          | 42,82        | 155          | 64,38         | 188           |  |
|             | Emmanuel Macron (EM)        | 11,05        | 40           | 35,62         | 104           |  |
|             | Benoît Hamon (PS)           | 3,59         | 13           |               |               |  |
|             | Nathalie Arthaud (LO)       | 0,55         | 2            |               |               |  |
|             | Philippe Poutou (NPA)       | 0,55         | 2            |               |               |  |
|             | Jacques Cheminade (SP)      | 0,00         | 0            |               |               |  |
|             | Jean Lassalle (RES)         | 1,38         | 5            |               |               |  |
|             | Jean-Luc Mélenchon (LFI)    | 12,71        | 46           |               |               |  |
|             | François Asselineau (UPR)   | 1,38         | 5            |               |               |  |
|             | François Fillon (LR)        | 14,92        | 54           |               |               |  |
|             |                             |              |              |               |               |  |
| Inscrits    | Inscrits                    | 458          | 100,00       | 458           | 100,00        |  |
| Abstentions | Abstentions                 | 90           | 19,65        | 129           | 28,17         |  |
| Votants     | Votants                     | 368          | 80,35        | 329           | 71,83         |  |
| Blancs      | Blancs                      | 5            | 1,36         | 29            | 8,81          |  |
| Nuls        | Nuls                        | 1            | 0,27         | 8             | 2,43          |  |
| Exprimés    | Exprimés                    | 362          | 98,37        | 292           | 88,75         |  |

## Démographie
L'évolution du nombre d'habitants est connue à travers les recensements de la population effectués dans la commune depuis 1793. Pour les communes de moins de 10 000 habitants, une enquête de recensement portant sur toute la population est réalisée tous les cinq ans, les populations de référence des années intermédiaires étant quant à elles estimées par interpolation ou extrapolation. Pour la commune, le premier recensement exhaustif entrant dans le cadre du nouveau dispositif a été réalisé en 2005.

En 2022, la commune comptait 711 habitants, en stagnation par rapport à 2016 (Moselle : +0,52 %, France hors Mayotte : +2,11 %).
| 1793 | 1800 | 1806 | 1821 | 1836 | 1841 | 1861 | 1866 | 1871 |
| ---- | ---- | ---- | ---- | ---- | ---- | ---- | ---- | ---- |
| 365  | 297  | 358  | 429  | 435  | 402  | 358  | 375  | 350  |

| 1875 | 1880 | 1885 | 1890 | 1895 | 1900 | 1905 | 1910 | 1921 |
| ---- | ---- | ---- | ---- | ---- | ---- | ---- | ---- | ---- |
| 340  | 293  | 273  | 254  | 234  | 226  | 209  | 206  | 185  |

| 1926 | 1931 | 1936 | 1946 | 1954 | 1962 | 1968 | 1975 | 1982 |
| ---- | ---- | ---- | ---- | ---- | ---- | ---- | ---- | ---- |
| 205  | 194  | 454  | 221  | 930  | 407  | 274  | 474  | 596  |

| 1990 | 1999 | 2005 | 2006 | 2010 | 2015 | 2020 | 2022 | - |
| ---- | ---- | ---- | ---- | ---- | ---- | ---- | ---- | - |
| 658  | 627  | 637  | 627  | 644  | 706  | 704  | 711  | - |

## Vie locale

### Enseignement
Zimming possède une école primaire publique, « Les Quatre Saisons ».

## Culture locale et patrimoine

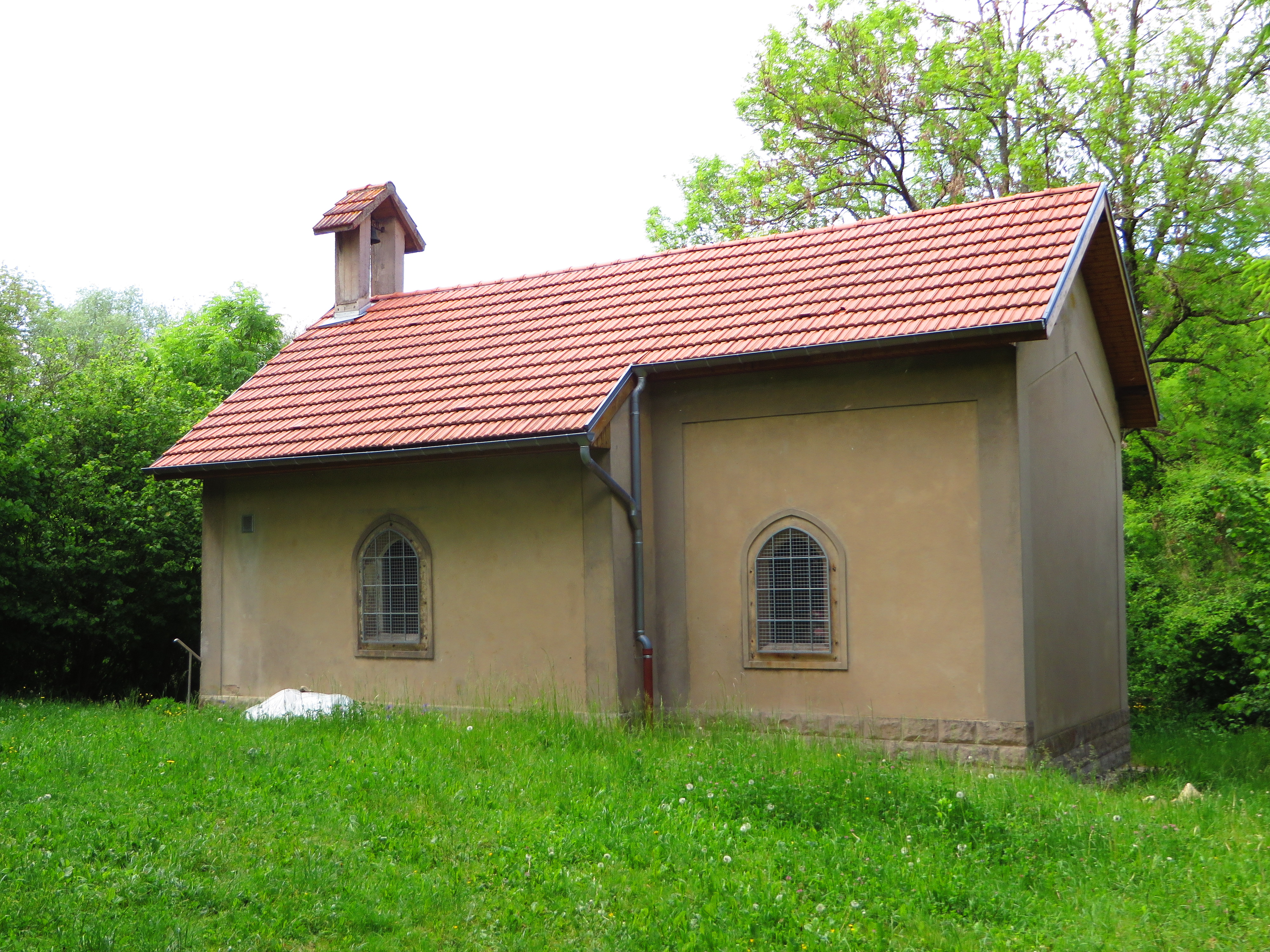
Chapelle Saint-Gengoulf de Bettingen.

### Lieux et monuments
- L'ancienne cité militaire de la ligne Maginot et le fort du Kerfent, ayant livré combat en juin 1940.
- Ancienne ferme de Betting (Bettingen).
- Domaine la Bruyère.
- Mederchen.
- Reberg.

### Édifices religieux
- Sur le ban de la commune se situent les ruines du village de Bettingen, rasé au Moyen Âge par les Suédois pendant la guerre de Trente Ans. Seuls subsistent la chapelle Saint-Gengoulf du XIVe siècle, restaurée en 1938, ainsi que le chêne et la source miraculeuse.
- L'église voûtée de la Très-Sainte-Trinité date du XVIIIe siècle.
- Les nombreux calvaires et croix de chemin parsemant le village et les champs.

### Héraldique
| Blason de Zimming | Blason  | De gueules à trois anneaux mal ordonnés entrelacés d'argent, accompagnés de trois glands du même posés en pairle. |
| Blason de Zimming | Détails | Le statut officiel du blason reste à déterminer.                                                                  |